# 51829 Williemccool
51829 Williemccool este o planetă minoră (asteroid) din centura de asteroizi. A fost descoperită pe 21 iulie 2001 la Observatorul Palomar de Near Earth Asteroid Tracking și a fost numită după William C. McCool. 
Obiectul prezintă o orbită caracterizată de o semiaxă mare de 2,2779343508217 UAi, o excentricitate de 0,05, o înclinație de 7,566 ° în raport cu ecliptica.